# Saint-Martin-du-Fouilloux (Deux-Sèvres)
Saint-Martin-du-Fouilloux település Franciaországban, Deux-Sèvres megyében. Lakosainak száma 252 fő (2022. január 1.). Saint-Martin-du-Fouilloux Beaulieu-sous-Parthenay, La Chapelle-Bertrand, La Ferrière-en-Parthenay, Saurais, Vasles és Vausseroux községekkel határos.

## Népesség
A település népessége az elmúlt években az alábbi módon változott:
| Lakosok száma | 220  | 230  | 239  | 236  | 237  | 238  | 243  | 247  | 252  |
|               | 2013 | 2015 | 2016 | 2017 | 2018 | 2019 | 2020 | 2021 | 2022 |